# John Napier (bobsleigh)
Pour les articles homonymes, voir John Napier (homonymie) et Napier.
John Napier, né le 12 décembre 1986, est un bobeur américain en tant que pilote. Au cours de sa carrière, il réalise son premier coup d'éclat lors d'une étape de Coupe du monde en 2010 en remportant l'étape de Lake Placid en bob à 2 masculin devant Steven Holcomb suivi d'une seconde place en bob à 4 le même week-end.

## Palmarès
| Événement/Année | Événement/Année | 2005 | 2006 | 2007 | 2008 | 2009 | 2010 |
| Jeux Olympiques | bob à 4         | -    | -    | -    | -    | -    |      |
| Jeux Olympiques | bob à 2         | -    | 14e  | -    | -    | -    |      |
| Champ. monde    | bob à 4         | -    | -    | -    | 18e  | 11e  |      |
| Champ. monde    | bob à 2         | -    | -    | -    | 16e  | 17e  |      |
| Champ. monde    | bob mixte       | -    | -    | -    | -    | -    |      |
| Coupe du monde  | bob à 4         | 33e  | 37e  | -    | 21e  | 26e  | 4e   |
| Coupe du monde  | Bob à 2         | -    | 38e  | -    | 22e  | 28e  | 8e   |

### Coupe du monde
- 3 podiums  : 
  - en bob à 2 : 1 victoire.
  - en bob à 4 : 1 deuxième place et 1 troisième place.
- 3 podium en équipe mixte : 1 deuxième place et 2 troisièmes places.

#### Détails des victoires en Coupe du monde
| Édition   | Bob à 2     | Bob à 4 |
| 2009-2010 | Lake Placid |         |